# Deiersnacken
Die Burg Deiersnacken ist eine abgegangene Abschnittsbefestigung 2,5 km nordwestlich des Ortsteils Schwaney der Gemeinde Altenbeken im nordrhein-westfälischen Kreis Paderborn.
Durch Lesefunde und die bei einer Schürfung im Jahr 1962 geborgene Keramik lässt sich die Anlage in die Zeit vom 13. bis zum Anfang des 15. Jahrhunderts datieren. Die Burg erscheint nicht in den Schriftquellen, Erbauer und Schicksal sind unbekannt.

## Beschreibung
Die Spornburganlage liegt auf einem nach Südosten gerichteten Bergsporn zwischen dem Dunetal und einem Trockental. Vom Plateau der Paderborner Hochfläche ist sie durch einen 55 m langen, bis zu 13 m breiten und 3 m tiefen Graben abgetrennt. Hinter diesem verläuft ein 5,50–7,50 m breiter und noch 1,20–1,40 m hohen Wall aus Steinplatten und Erde. Die Wall- und Grabenenden sind neuzeitlich gestört. Über die Innenbebauung ist nichts bekannt.